# Rešovské vodopády (národní přírodní rezervace)
Rešovské vodopády je národní přírodní rezervace v katastrálních územích Rešov a Ruda u Rýmařova v okrese Bruntál. Oblast spravuje Agentura ochrany přírody a krajiny ČR – Regionální pracoviště Olomoucko.

## Historie
Chráněné území vyhlásil okresní národní výbor v Bruntálu dne 20. listopadu 1966 v kategorii chráněný přírodní výtvor. V roce 1992 byla kategorie ochrany změněna na národní přírodní památku a od 1. srpna 2013 ji Ministerstvo životního prostředí znovu změnilo na národní přírodní rezervaci.

## Předmět ochrany
Důvodem ochrany je zachování geomorfologického fenoménu skalního kaňonu s přirozeným tokem říčky Huntavy s Rešovskými vodopády spolu s ochranou význačných starých přirozených porostů na okolních skalách a sutích, populace vzácného a ohroženého druhu rostliny šikoušek zelený (Buxbaumia viridis) a vzácných a ohrožených druhů netopýra černého (Barbastella barbastellus), netopýra velkého (Myotis myotis) a vrápence malého (Rhinolophus hipposideros) včetně jejich biotopů.